# Amphicnemis amabilis
Amphicnemis amabilis är en trollsländeart som beskrevs av Maurits Anne Lieftinck 1940. Amphicnemis amabilis ingår i släktet Amphicnemis och familjen dammflicksländor. Inga underarter finns listade i Catalogue of Life.